# Botanical Museum Leaflets
Botanical Museum Leaflets (abreviado Bot. Mus. Leafl.) fue una revista ilustrada con descripciones botánicas que fue editada por la Universidad de Harvard. Fueron publicados 30 números en los años 1932-1986. Fue sustituida por Harvard Papers in Botany.